# NGC 7782
NGC 7782 é uma galáxia espiral (Sb) localizada na direcção da constelação de Pisces. Possui uma declinação de +07° 58' 14" e uma ascensão recta de 23 horas, 53 minutos e 53,9 segundos.
A galáxia NGC 7782 foi descoberta em 12 de Novembro de 1784 por William Herschel.